# 褚志遠
褚志遠（1970年8月8日—），綽號老美，為台灣前棒球選手，曾經效力於中華職棒時報鷹隊，守備位置為一壘手。他是一名具備爆發力的強打者，後來因為涉入黑鷹事件而遭到中華職棒終身禁賽。

## 生平
其父親為台灣外省人，籍貫山東；母親為客家人，其外祖母為荷蘭人。從小因外型像混血兒，綽號為老美。
1993年時報鷹加盟中華職棒，褚志遠是創隊元老球員之一。
1997年，中華職棒爆發簽賭醜聞，褚志遠遭判刑七個月，緩刑兩年，中華職棒對他處以終身禁賽。
離開棒球界，曾開火鍋店、賣鹽酥雞，當貨運司機。因為醜聞，褚志遠把所有棒球東西都丟掉，也不讓2個兒子接觸棒球，甚至連職棒轉播都不能看。
2013年2月3日褚志遠因為涉嫌暴力討債遭到逮捕。不過，高雄地方法院檢察官在2013年12月20日以不起訴偵結。

## 經歷
- 高雄市明德國小少棒隊
- 臺北縣板橋國中青少棒隊
- 臺北縣中華中學青棒隊
- 中華職棒時報鷹隊
- 時報鷹棒球教練隊

## 特殊事蹟
1990年，參與電影《我的兒子是天才》，飾演男主角的高中好友、體育資優生。

## 職棒生涯成績
| 年度   | 球隊   | 出賽 | 打數 | 安打 | 全壘打 | 打點 | 盜壘 | 四死 | 三振 | 壘打數 | 雙殺打 | 打擊率 |
| ------ | ------ | ---- | ---- | ---- | ------ | ---- | ---- | ---- | ---- | ------ | ------ | ------ |
| 1993年 | 時報鷹 | 88   | 297  | 80   | 6      | 35   | 4    | 30   | 41   | 117    | 5      | 0.269  |
| 1994年 | 時報鷹 | 85   | 292  | 87   | 11     | 49   | 5    | 34   | 42   | 139    | 4      | 0.298  |
| 1995年 | 時報鷹 | 98   | 323  | 84   | 13     | 45   | 0    | 55   | 61   | 151    | 9      | 0.260  |
| 1996年 | 時報鷹 | 57   | 135  | 28   | 2      | 17   | 0    | 17   | 23   | 40     | 5      | 0.207  |
| 1997年 | 時報鷹 | 40   | 132  | 47   | 6      | 20   | 0    | 16   | 15   | 71     | 4      | 0.356  |
| 合計   | 5年    | 368  | 1179 | 326  | 38     | 165  | 9    | 152  | 182  | 518    | 27     | 0.277  |